# Antidesma tetrandrum
Antidesma tetrandrum är en emblikaväxtart som beskrevs av Carl Ludwig von Blume. Antidesma tetrandrum ingår i släktet Antidesma och familjen emblikaväxter. Inga underarter finns listade i Catalogue of Life.